# Світлоярський район
Світлоярський район (рос. Светлоярский район) — муніципальне утворення у Волгоградській області.
Розташований на території українського історичного та культурного краю Жовтий Клин.